# Cihan Yalcin
Cihan Yalcin (Doetinchem, 26 juli 1984) is een voetballer met zowel een Turks als Nederlands paspoort die bij voorkeur als verdediger speelt. 
Yalcin begon met voetballen bij DZC'68 in zijn geboortestad Doetinchem. De verdediger werd gescout door De Graafschap en debuteerde op 19 april 2003 in het eerste team van de club in een wedstrijd tegen Willem II. Na dit debuut moest hij twee seizoenen wachten voordat hij weer een wedstrijd voor het eerste speelde. In het seizoen 2005/06 speelde Yalcin nog twaalf wedstrijden. Op 14 oktober 2005 maakte hij zijn eerste en enige doelpunt voor de Superboeren, in een thuiswedstrijd tegen SBV Excelsior.
Yalcin verruilde De Graafschap in juli 2006 voor SV Hönnepel-Niedermörmter en vertrok daarna naar SV Babberich.